# Темиркул Уметалієв
Теміркул Уметалієв (1 травня 1908, с. Тоо-Джар, Наманганського повіту — 11 червня 1991, Бішкек) — радянський киргизький поет. Народний поет Киргизької РСР (1968). Член КПРС (1932). Член Спілки письменників СРСР.

## Життєпис
Теміркулу виповнилося вісім років, коли помер батько. У шістнадцять років, після того, як його прийняли в інтернат, майбутній поет зміг навчитися грамоті. Потім Теміркул Уметалієв навчався в педагогічному технікумі, на короткотермінових курсах при Комуністичному інституті журналістики імені «Правди» в Москві. Після закінчення навчання працював учителем національної школи, на комсомольській роботі, в політвідділі МТС, а згодом — у редакціях ряду республіканських газет і журналів.
Перші вірші Теміркула Уметалієва з'явилися в пресі 1932 року. Від самого початку героями своїх творів він робив людей праці, змальовував щасливе вільне життя, здобуте киргизьким народом після Жовтневого перевороту. Значний вплив на Уметалієва мала творча спадщина Володимира Маяковського.
1935 року в Киргизькому державному видавництві вийшла перша збірка віршів поета «Вірші Теміркула», через рік — друга. У 1937—1939 роках він видав поему «Туратбай», казки у віршах «Мисливець Токтомушев», «Птах-велетень», а також випустив збірку поезій «Країна віршів». Працюючи секретарем правління Спілки письменників Киргизії, Теміркул Уметалієв у ці роки неодноразово бував в інших радянських республіках, знайомився з життям народів цих республік. Це сприяло розширенню творчого кругозору письменника. У 1939—1940 роках Уметалієв написав поеми «Айсулуу» і «Любов», які відрізнялися від попередніх творів поета глибшим змістом, майстерністю зображення характерів, поетичною оригінальністю.
Разом з тим Теміркул Уметалієв був перекладачем. Він переклав киргизькою мовою вірші Т. Шевченка, М. Бажана, П. Воронька, О. С. Пушкіна, В. В. Маяковського, М. Тихонова, Янки Купали, Мірзо Турсун-заде та інших радянських і зарубіжних поетів.